# BeIn Sports (France)
Pour un article plus général, voir BeIn Sports.
BeIn Sports France est un réseau de télévision thématique privé du BeIn Media Group diffusant en France et consacré au sport. Ce réseau regroupe trois chaînes : BeIn Sports 1, BeIn Sports 2, BeIn Sports 3, ainsi qu'un multiplex BeIn Sports Max composé de 7 chaînes (BeIn Sports Max 4 à 10) permettant de couvrir plusieurs événements sportifs en simultané.
Le réseau international, piloté depuis Paris, est présidé en France par Yousef Al-Obaidly, qui avait notamment lancé la chaîne avec Charles Biétry. Florent Houzot occupe le poste de directeur de la rédaction. L'offre payante par abonnement au câble, satellite ou à télévision par internet comprend trois chaînes en continu et sept canaux additionnels de retransmissions en direct (BeIn Sports Max) dévolus à la diffusion des événements comme la retransmission de la Ligue 1, la Ligue des champions ou encore la Ligue Europa en football.
BeIn Sports a dépassé les 2 millions d'abonnés en France et revendique au 13 septembre 2015, 2,5 millions d'abonnés,. Le 7 août 2014, les dirigeants annoncent qu'une troisième chaîne sera créée le 15 septembre 2014, nommée BeIn Sports 3. Elle sera consacrée à tous les sports (handball, volley, tennis, athlétisme...). Cependant, lorsqu'il y aura plusieurs matchs de football en simultané, BeIn Sports 3 diffusera également du football. Fin juin, à l'occasion de l'Euro 2016, BeIn Sports annonce avoir atteint les 3 millions d'abonnés. En septembre 2017, BeIn Sports annonce avoir atteint les 3,5 millions d'abonnés.

## Histoire
Charles Biétry, à l'origine du modèle de BeIn Sports, à la demande des dirigeants d'Al Jazeera Sport, investit dans le championnat de football français en obtenant des droits de la Ligue 1 pour un montant de 90 millions d'euros. Elle entend diffuser les matchs du vendredi soir et du dimanche à 14 h. Ayant acheté une partie des droits de diffusion des championnats espagnol,
italien et allemand, de la FA Cup, Capital One Cup, de la Copa del Rey, de la Ligue des champions et de la Ligue Europa pour la période 2012-2015, la chaîne a également remporté l’appel d’offres des droits télévisés pour les Euro 2012 et 2016.
La chaîne a également décidé d'investir dans le rugby à XIII en achetant certains droits télévisuels.
BeIn Sports 1 démarre sa diffusion le 1er juin 2012 et ouvre son antenne le même jour à 19 h tandis que BeIn Sports 2 ouvre son antenne le 27 juillet 2012 à 20h. Les canaux additionnels (beIN Sports Max) sont disponibles le 10 août 2012.
La production exécutive des programmes des chaînes BeIn Sports France est confiée à la société espagnole Mediapro, spécialiste des émissions sportives.
Courant octobre 2012, la chaîne annonce la diffusion de la NBA avec au minimum 6 matches en direct diffusés la nuit par semaine.
Charles Biétry, le patron de BeIn Sports, ambitionne d'acquérir des droits en cyclisme, en tennis et en Formule 1.
Se voulant plus omnisports et moins une chaîne de football que Canal Plus, la chaîne pionière en France, le 1er janvier 2014, BeIn Sport se rebaptise beIN Sports.
Les dirigeants de la chaîne annoncent que dès le 15 septembre 2014, il y aura une troisième chaîne nommée BeIn Sports 3.
En 2017, BeIn Sports liquide tout son catalogue de droits concernant le cyclisme avec notamment des courses belges (Gand-Wevelgem, Brussels Cycling Classic, la Flèche brabançonne...), des courses italiennes (Tour de Lombardie, Milan-San Remo, Tirreno-Adriatico), Tour d'Abou Dabi, Tour de Dubaï et Tour d'Italie. Les compétitions ont migré pour La chaîne L'Équipe. Le 7 février, BeIn perd les droits de la Diamond League d'athlétisme au profit d'SFR Sport.
Le 11 mai 2017, BeIn Sports (ainsi que Canal+ et M6) laisse partir deux de ses droits premium : la Ligue des champions et la Ligue Europa pour SFR Sport, qui donnera 350 millions d'euros de 2018 à 2021 ce qui représente un coup dur pour le groupe sachant qu'il disposait de l'intégralité des deux coupes d'Europe (129 matchs en direct pour la Ligue des Champions).
En décembre 2018, BeIn Sports perd les droits de l'ATP World Tour de tennis. Les droits seront récupérés par Eurosport.
En juin 2020, BeIn Sports cède à Canal + les 2 matchs du Championnat de France de Ligue 1 qu'il avait achetés, pour la période 2020-2024.
En contrepartie, il récupère une partie de la Ligue des Champions en 2021.
Début janvier 2020, BeIn obtient la diffusion intégrale de l'Euro 2020 sur le créneau payant, soit les 51 matchs de la compétition (M6 et TF1 se partageant les créneaux gratuits, soit 23 matchs),. Le contrat s'élève à environ 38 millions d'euros et inclut la totalité des images de la compétition.
En mai 2021, BeIn renouvelle les droits pour la diffusion de la Liga espagnole en France pour les trois prochaines saisons en échange de 25 millions d'euros.

## Chaîne TV
| Logo             | Nom                | Type              | Création          | Description                  |
| Chaîne Terrestre | Chaîne Terrestre   | Chaîne Terrestre  | Chaîne Terrestre  | Chaîne Terrestre             |
| ---------------- | ------------------ | ----------------- | ----------------- | ---------------------------- |
|                  | beIN Sports 1      | Diffusion payante | 1er juin 2012     | Chaîne des grands évènements |
|                  | beIN Sports 2      | Diffusion payante | 27 juillet 2012   | Chaîne du football           |
|                  | beIN Sports 3      | Diffusion payante | 15 septembre 2014 | Chaîne omnisports            |
|                  | beIN Sports MAX 4  | Diffusion payante | 10 août 2012      | Canaux additionnels          |
|                  | beIN Sports MAX 5  | Diffusion payante | 10 août 2012      | Canaux additionnels          |
|                  | beIN Sports MAX 6  | Diffusion payante | 10 août 2012      | Canaux additionnels          |
|                  | beIN Sports MAX 7  | Diffusion payante | 10 août 2012      | Canaux additionnels          |
|                  | beIN Sports MAX 8  | Diffusion payante | 10 août 2012      | Canaux additionnels          |
|                  | beIN Sports MAX 9  | Diffusion payante | 10 août 2012      | Canaux additionnels          |
|                  | beIN Sports MAX 10 | Diffusion payante | 10 août 2012      | Canaux additionnels          |

## Identité visuelle
Du 1er juin 2012 au 1er janvier 2014, un lancement, le groupe qatari Al Jazeera lance sa très attendue chaîne sportive : BeIn Sport.
Du 1er janvier 2014 au 1er janvier 2017, BeIn Sport change de logo, avec un « s » à la fin de « Sport ».
Depuis le 1er janvier 2017, BeIn Sports change de logo, avec deux rectangles arrondis (un blanc, et un violet).
Depuis le 1er mars 2021, la mention HD du logo des chaînes BeIn Sports n'est plus affiché.

### Logo

Logo du 1er juin 2012 au 1er janvier 2014.
Logo de beIN Sport 1 du 1er juin 2012 au 1er janvier 2014.
Logo de beIN Sport 2 du 1er juin 2012 au 1er janvier 2014.
Logo du 1er janvier 2014 au 1er janvier 2017.
Logo de beIN Sports 1 du 1er janvier 2014 au 31 décembre 2016.
Logo de beIN Sports 2 du 1er janvier 2014 au 31 décembre 2016.
Logo depuis le 1er janvier 2017.
Logo de beIN Sports 1 depuis le 1er janvier 2017.
Logo de beIN Sports 2 depuis le 1er janvier 2017.
Logo de beIN Sports 3 depuis le 1er janvier 2017.

### MAX

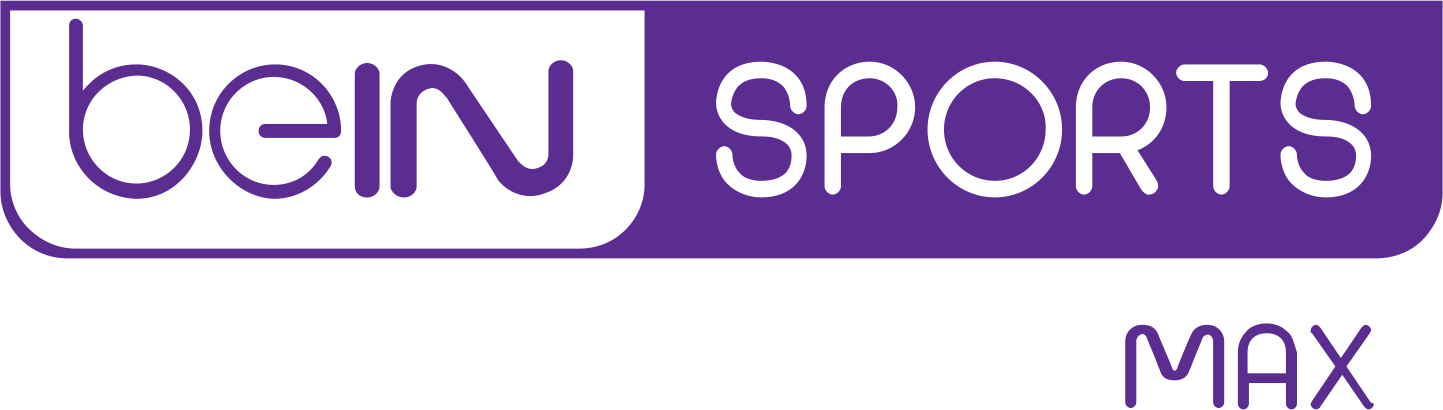
Logo depuis le 1er janvier 2017.

### HD

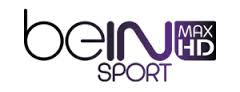
Logo du 1er juin 2012 au 1er janvier 2014.
Logo de beIN Sports 1 HD du 1er janvier 2014 au 31 décembre 2016.
Logo de beIN Sports 2 HD du 1er janvier 2014 au 31 décembre 2016.
Logo de beIN Sports 3 HD du 15 septembre 2014 au 31 décembre 2016.
Logo du 1er janvier 2014 au 1er janvier 2017.
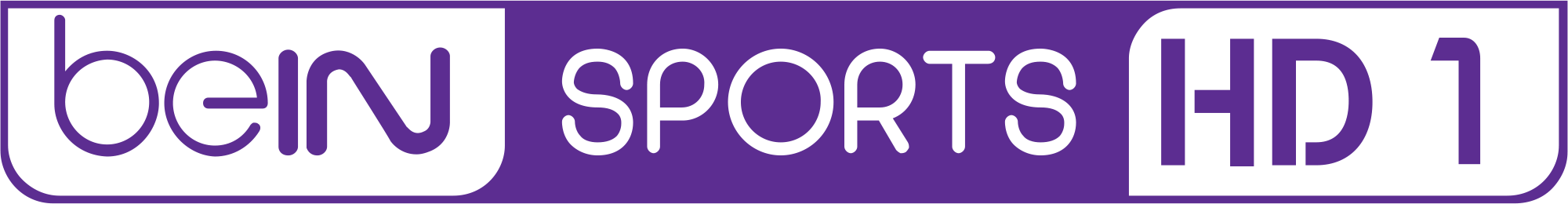
Logo de beIN Sports 1 HD du 1er janvier 2017 au 1er mars 2021.
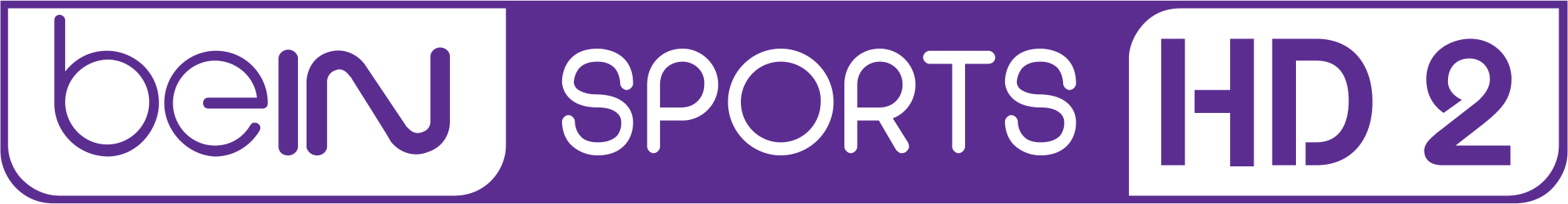
Logo de beIN Sports 2 HD du 1er janvier 2017 au 1er mars 2021.
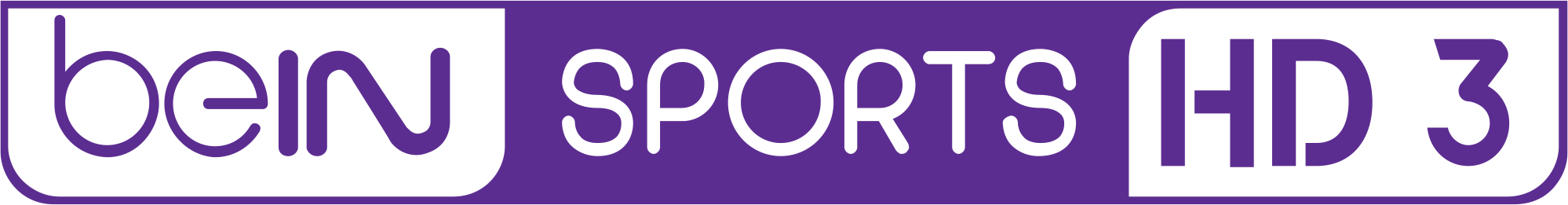
Logo de beIN Sports 3 HD du 1er janvier 2017 au 1er mars 2021.

### Slogans
- Projet : « Ton cœur battra au rythme du sport »
- 1er juin 2012 - 5 mars 2014 : « La télé totalement sport »
- Depuis le 5 mars 2014 : « Le plus grand des spectacles »

## Programmes et compétitions

### Athlétisme
- Challenge mondial IAAF (diffusion de certaines étapes) à partir de 2017.
- Meeting de Moscou
- Meeting de Zagreb

### Baseball
- MLB : 
  - une rencontre en direct le mardi, mercredi ou jeudi soir ;
  - Sunday Night Baseball en différé le lundi soir ;
  - Match des étoiles en direct ;
  - Les séries éliminatoires en direct ainsi que la Série mondiale en intégralité.
- Classique mondiale de baseball 2023

### Basketball
- Betclic Élite : 1 affiche par journée, playoffs et phases finales de 2021 à 2023
- NBA en intégralité et en exclusivité de 2012 à 2024[23],[24]
- Championnat NCAA depuis 2021[25],[26]
- WNBA (depuis 2015)
- Équipe de France masculine de basket-ball : tous les matchs (depuis 2022)
- Équipe de France féminine de basket-ball : tous les matchs (depuis 2022)
- Coupe du monde de basket-ball : tous les matchs (2023)
- Coupe du monde féminine de basket-ball : tous les matchs (2022)
- Championnat d'Europe féminin de basket-ball : tous les matchs (2023)

En mars 2015, BeIn Sports signe un premier contrat de diffusion en France pour la WNBA.
- Euroligue de basket-ball de 2013 à 2017

### Beach-volley
- Épreuves masculines sur le circuit mondial World Tour
- Épreuves féminines sur le circuit mondial World Tour

Soit un total de 120 matchs avec ses principales étapes : Moscou du 6 au 12 juin 2012, Rome du 12 au 17 juin 2012, Gstaad du 2 au 8 juillet 2012, Berlin du 10 au 15 juillet 2012 et bien d'autres étapes, etc.

### Boxe
- Label Boxe : Diffusion de combats historiques[29]
- Quelques combats de championnats du monde de boxe WBA, WBC, IBF, WBO
- Tous les combats de Top Rank

### Cyclisme
- Championnats du monde jusqu'en 2016
- Championnats du monde de cyclisme sur piste jusqu'en 2017
- Tour d'Italie, courses italiennes et courses belges jusqu'en 2016

### Football

#### Compétitions nationales

##### France
- Ligue 1 de 2012 à 2020 puis la meilleure affiche une semaine sur deux, hors top 10 (2024-2029)
- Ligue 2, pour les saisons de 2012 à 2024 puis de 2024 à 2029 en intégralité
- Coupe de France : de 2022 à 2026 (tous les matchs en intégralité à partir des 32es de finale)
- Coupe Gambardella : de 2022 à 2026 (les meilleures affiches)
- Coupe de France féminine : de 2022 à 2026 (les meilleures affiches)

##### Angleterre
- EFL Championship (2012-2022)[30],[31]
- Images de l'EFL League One et de l'EFL League Two[32]
- FA Cup (2012-2022)[33],[34],[35]
- EFL Cup (2012-2022)[36],[35]
- Community Shield (2012-2022)

##### Espagne
- La Liga en exclusivité (2012-2026)[37],[35]

##### Allemagne
- Bundesliga[38], pour les saisons de 2015 à 2017[35] et de 2018 à 2024
- Supercoupe d'Allemagne

##### Italie
- Série A[38], pour les saisons de 2018 à 2024 en exclusivité[39]

##### États-Unis
- Major League Soccer en exclusivité (2019)[40]

##### Argentine
- Primera División de 2014 à 2019[41]
- Copa Argentina de fútbol jusqu'en 2019

##### Turquie
- Süper Lig à partir de 2017

#### Portugal
- Liga Portugal Betclic à partir de 2023[42]

Compétitions continentales et mondiales
Diffusion de l'intégralité des matchs de l'Équipe de France depuis 2012 en compétitions internationales ( Coupe du Monde et Championnat d'Europe )

##### Europe
- Ligue des champions de l'UEFA ( 2012-2018 ; 2021-2024 )
- Ligue Europa ( de 2012 à 2018 )
- Championnat d'Europe de football 2016[43] en intégralité, dont 18 matchs en exclusivité[44]
- Championnat d'Europe de football 2020 en intégralité
- Championnat d'Europe de football 2024 en intégralité
- Championnat d'Europe de football 2028 en intégralité
- Championnat d'Europe de football espoirs 2019

##### Amérique du Sud
- Copa América en 2015, 2016
- Qualification à la Coupe du Monde en 2018 et 2022 zone Amérique du Sud.

##### Afrique
- Qualifications à la Coupe d'Afrique des nations de football
- Coupe d'Afrique des nations de football pour l'édition de 2021 en intégralité et en exclusivité des 52 matchs
- Qualification Coupe du monde de football en 2018 et 2022 zone Afrique
- Ligue des champions africaine, Coupe de la confédération africaine et la supercoupe de la CAF

##### Monde
- Coupe du monde de football : 2014, 2018 et 2022 en intégralité
- International Champions Cup depuis 2013

### Football à cinq
- Z5 Cup (2019)

### Football américain
- NFL depuis 2012[45]
- Super Bowl depuis 2012[45]
- Championnat NCAA depuis 2021 [26]
- Championnat ELF depuis 2024[46]

### Foot-volley
- Mondial de foot-volley (depuis 2019)

### Handball

#### Compétitions nationales
France
- Championnat de France de handball masculin (2014-2026)[47],[48]
- Coupe de la Ligue masculine (2014-2026)[48]
- Trophée des Champions (2014-2026)[48]
- Finales de ProLigue (2019-2026)[48]
- Coupe de France féminine
- Coupe de France masculine
- Ligue féminine[48] (2012-2019 ; depuis 2023)

Anciennes diffusions :
 Allemagne
- Championnat d'Allemagne de handball de 2013 à 2017[49]

#### Compétitions continentales et mondiales
Europe
- Ligue des champions de handball masculin de 2012 à 2020[50]
- Ligue des champions de handball féminin de 2012 à 2020
- Championnat d'Europe de handball masculin de 2016 à 2024[51]
- Championnat d'Europe de handball féminin de 2016 à 2024[51]

 Monde
- Championnats du monde masculins et féminins de Handball de 2015 à 2025[52],[53]

### Hockey sur glace
- LNH (2023-): 
  - deux rencontres en direct par semaine (commenté en français) ;
  - une rencontre en direct par jour (en version originale) ;
  - Match des étoiles en direct ;
  - Le meilleur des séries éliminatoires en direct ainsi que la Coupe Stanley en intégralité.

### Jeux olympiques
- Tournoi préolympique de basket-ball 2012
- Tennis aux Jeux olympiques d'été de 2012
- Basket-ball aux Jeux olympiques d'été de 2012
- Handball aux Jeux olympiques d'été de 2012

### Natation
- Coupe du monde de natation FINA (dont l'étape française)
- Open de France de natation de 2016 à 2021
- FFN Golden Tour 2016 à 2021
- Championnats de France de natation en grand et en petit bassin de 2016 à 2021
- Championnats d'Europe de natation jusqu'en 2021
- Championnats du monde de natation jusqu'en 2021

### Water-polo
- Ligue des champions de water-polo depuis 2019

### Plongeon
- Championnats d'Europe de plongeon depuis 2019
- Championnats du monde de plongeon depuis 2019

### Rugby à XIII
La chaîne accorde une certaine place au rugby à XIII dans ses programmes. Néanmoins, elle arrête de diffuser un championnat majeur, la Super League, en 2019. La raison est qu'elle dispose gratuitement des droits de diffusion de cette compétition jusqu'à cette date. Elle bénéficie alors d'un effet d'aubaine. Or, les autorités britanniques aurait décidé finalement de faire payer ces droits. Bien que modiques, ces frais décident la chaîne à interrompre sa diffusion, en se limitant à la couverture des évènements dont les droits restent gratuits. Mais le 15 mars 2021, Midi Libre annonce que la chaine diffusera de nouveau les matchs des Dragons catalans. Après un léger doute, l'information est confirmée quelques jours plus tard. À noter que si la chaîne assure bien les diffusions de la NRL, elle n'en accorde pas la promotion et ne communique pas directement sur celles-ci. Les logos de la NRL et de la Super League n'apparaissent pas sur ses publications diverses, au contraire des autres logos des compétitions suivies.

#### Australie
- National Rugby League : compétition australienne
- State of Origin : compétition australienne

 Royaume-Uni et  France
Super League (de manière irrégulière, par périodes).

#### Monde
- Coupe du monde masculine de rugby à XIII : la chaîne couvre généralement cet évènement, au moins depuis l'édition de 2017.

### Rugby à XV
- Royaume-Uni/ Afrique du Sud/ Italie
  - Pro14 (anciennement Celtic League) : compétition regroupant des équipes galloises, irlandaises, écossaises et italiennes ; depuis 2017 deux équipes sud-africaines ont rejoint le championnat. 2 ou 3 rencontres sont diffusées en direct ou en différé à chaque journée.
- Angleterre
  - Championnat d'Angleterre de rugby à XV (2013-2016 ; depuis 2024). Au moins 1 affiche par journée.
- Monde
  - Certains test matches automnaux (depuis 2013) et estivaux (sauf XV de France)
  - Matchs de préparation à la Coupe du monde de rugby à XV 2019
- Europe
  - Coupe d'Europe de rugby à XV (European Rugby Champions Cup) de 2014 à 2026 en intégralité[56],[57]
  - Challenge européen de rugby à XV (European Rugby Challenge Cup) de 2014 à 2026 (2 à 3 matchs par journées de compétition)[58],[57]

### Tennis
- Wimbledon : de 2014 à 2028[59]
- ATP World Tour 250 Series (en partie)[59] : Tournoi de tennis de Doha, Tournoi de tennis de Chennai, PBZ Zagreb Indoors, Tournoi de tennis de Delray Beach, Tournoi de tennis de Buenos Aires, Tournoi de tennis US Clay Court, Tournoi de tennis de Munich, Tournoi de tennis d'Istanbul, Topshelf Open, BB&T Atlanta Open, Tournoi de tennis de Winston-Salem, Saint-Pétersbourg Open et le Valencia Open
  - L'Open 13 et l'Open Parc Auvergne-Rhône-Alpes diffusés depuis 2020

Tous les tournois de tennis français depuis 2021
- Coupe Davis : depuis 2016[60]
- Fed Cup : depuis 2016[60]
- ATP Cup : depuis 2020

La 1re édition s’est disputée en janvier 2020.
- Race Challenger France depuis 2020
- WTA Tour : 2017 à 2026[61]

### Tennis de table
- Europe
  - Championnats d’Europe

#### Compétition nationale
- France
  - PRO A

### Volley-ball

#### Compétitions nationales
- France
  - Ligue A masculine (depuis 2022)
  - Finale de la Coupe de France masculine : 2023, 2024, 2025[62].
  - Finale de la Coupe de France féminine : 2023[63], 2025[62]
  - Supercoupe de France masculine et féminine : 2023, 2024
- Italie
  - Série A1

#### Compétitions continentales et mondiales
- Europe
  - Finale à quatre de la Ligue des champions masculine et féminine : 2025[62]
  - Coupe de la CEV masculine (demi-finale) : depuis 2025[62]

- Monde
  - Championnat du monde masculin : 2014
  - Championnat du monde féminin : 2014
  - Ligue mondiale de volley-ball : 2014, 2015, 2016, 2017

### Ski Freestyle

#### Compétition Internationale
- Coupe du monde de ski acrobatique

### Snowboard
- Coupe du monde de snowboard
- Championnats du monde de snowboard

### Émissions

#### Émissions en clair
- L'Expresso : une matinale de 7 h à 9 h le week-end présenté par Vanessa Le Moigne et Thomas Villechaize[64]
- Tribune sports : le dimanche 19 h-20 h 30 présenté par Claire Arnoux

#### Émissions réservées aux abonnés
- NBA Extra : du lundi au samedi de 12 h 45 à 13 h 30 un magazine qui revient sur l'actualité de la NBA avec Mary Patrux, Xavier Vaution et Jacques Monclar
- Vendredi Ligue 1 : le vendredi à partir de 22 h 45 présenté par Florian Genton et Luis Fernandez
- Multiligue 2 : le vendredi 19 h 15-22 h présente par Samuel Ollivier et Robert Malm
- Le MultiLigue 1 : le samedi de 19 h à 22 h, le multiplex des matchs de Ligue 1 de football présenté par Smail Bouabdellah et Patrice Ferri
- Dimanche Ligue 1 le Mag : le dimanche de 10 h à 11 h 30, un magazine revient sur l'actualité de la Ligue 1 de football. présenté par Florian Genton et Luis Fernandez
- Dimanche Ligue 1 le match : le dimanche de 14h15 à 15h, présentés par Smail Bouabdellah et un consultant
- Salon VIP : chaque samedi de 13 h 30 à 14 h 30 présentée par Claire Arnoux. Cette nouvelle émission aura le même modèle que L'Euro Mag
- Rugby Pack  : le dimanche, un magazine qui revient sur l'actualité du rugby présenté par Rodolphe Pires et Louis Bonnery
- Court Central : une émission consacrée au tennis
- Omar c'est foot : Présenté par Omar da Fonseca avec Thibault Le Rol, ce nouveau rendez-vous permet de découvrir l’actualité sportive, à la sauce Omar. Avec sa fougue et son énergie débordante, il partagera sa vision du ballon rond, mais pas seulement, tous les mardis et mercredis en deuxième partie de soirée sur BeIn Sports 1
- Club Europe présenté par Anne-Laure Bonnet le dimanche de 22 h 30 à 23 h 30
- Club Europe « Giga Liga » présenté par Benjamin Da Silva et Omar Da Fonseca le lundi de 21 h à 21 h 30
- Club Europe « Titta Série A » présenté par Philippe Genin et Grégory Paisley le lundi de 21 h 30 à 22 h
- Club Europe « Die Bulischau » présenté par Jean-Charles Sabattier et Patrick Guillou le lundi de 22 h à 22 h 30
- Le Décrassage de Luis présenté par Luis Fernandez et Florian Genton le lundi de 22h30 à 23h30
- Maxi Ligue 2 présenté par François Rabiller et Robert Malm et accompagnés de Richard Sette et Jeoffrey Voltzenlogel le mardi de 19h45 à 20h45
- REC présenté par Thibault Le ROL un samedi par mois à 22 heures
- Orange e-ligue1 Le mag présenté par Bruce et Brak le samedi à 22 heures
- BeIn esports présente par Tweekz alias Kévin Remy et Laure Valée le lundi à 20h30
- Hand Action : présenté par Thomas Villechaize et François-Xavier Houlet avant le match de 20 h 45
- Label Boxe : présenté par Richard Sette, trois vendredis par mois à 23 h et un vendredi par mois à minuit
- Happy Sports : présenté par Vanessa Le Moigne du lundi au jeudi de 18 h 30 à 20 h en direct
- Tribune Sports : présenté par Claire Arnoux, accompagnée par les consultants et journalistes tous les dimanches de 19 h à 20h30 en direct sur BeIn Sports 1

#### Anciennes émissions pendant la Coupe du monde de football de 2014
- L'Expressao : du lundi au dimanche, de 6 h à 10 h[65]
- Inside Brasil : du lundi au dimanche, de 12 h à 17 h
- Le Club Brasil : du lundi au dimanche, de 17 h à minuit
- Casa VIP[66] : diffusé pendant l'émission Inside Brasil

#### Anciennes émissions pendant la Coupe du monde de football de 2018
- L'Expresso : du lundi au dimanche, de 7 h à 10 h
- BeIn Bleus : du lundi au dimanche, de 10 h à 11 h
- Inside Russia : du lundi au dimanche, de 11 h à 12 h
- Salon VIP : du lundi au dimanche, de 12 h à 13 h
- Le Club Russia : du lundi au dimanche, 13 h, 16 h, et 19 h
- Russia Night Show : du lundi au dimanche, de 22 h à 23 h 30

#### Anciennes émissions pendant l'Euro football de 2016
- L'Express'Euro : du lundi au dimanche de 7 h à 10 h
- beIN Euro : du lundi au dimanche à 10 h et 12 h
- beIN Bleus : du lundi au dimanche à 11 h
- L'Euro Mag : du lundi au dimanche de 13 h à 14 h
- Le club Euro : du lundi au dimanche de 14 h à 15 h, de 17 h à 18 h et de 20 h à 21 h
- L'Euro Show : du lundi au dimanche de 23 h à minuit

#### Émissions en public
Depuis la création de la chaîne l'agence WeClap, anciennement MyClap, est responsable du public de toutes ses émissions :
- Le club Euro : Présenté par Alexandre Ruiz
- L'Euro Show : Présenté par Darren Tulett
- Le Football Show : Présenté par Alexandre Ruiz
- Le Club des Champions : Présenté par Alexandre Ruiz
- Le Champions Show : Présenté par Darren Tulett
- La cérémonie des Trophées UNFP : Présenté par Alexandre Ruiz
- La nuit du Super Bowl
- Club Russia : Présenté par Alexandre Ruiz
- Russia Night Show : Présenté par Darren Tulett de 22h à 23h30

## Consultants et journalistes

### Journalistes
- Claire Arnoux
- Éric Barrère
- Emmanuel Barth[67]
- Bertrand Bégué[68]
- Benjamin Bernard
- Lionel Buton
- Steven Le Diagorn
- David Benarousse[69]
- Laurent Bidot[70]
- Bel Abess Bouaissi[69]
- Alexandre Carré[69]
- Julien Chaput[69]
- Benjamin Charollais[71]
- Clément Chauveau[69]
- Renan Chedotal[69]
- Frédéric Chevit[72]
- Olivier Coquatrix[69]
- Benjamin Da Silva[69]
- Florian Demez[69]
- Fabien Douillard[69]
- Florent Dulin[69]
- Étienne Duny[69]
- John Ferreira[73]
- Ronan Frey
- Charlotte Gabas[69]
- Philippe Genin[69]
- Florian Genton[74]
- Maxime Gras
- Clément Grèzes
- Xavier Hamel
- Christophe Josse[75]
- Vanessa Le Moigne[76]
- Florent Martin[77]
- Tony Masson
- Jean-François Maurel[69]
- Jean-Erwan Mercier[69]
- Samuel Ollivier[74]
- Mary Patrux
- Sylvain Perrot
- Rodolphe Pirès[78]
- Vincent Pochulu
- François Rabiller
- Rémi Reverchon[79]
- Alexandre Ruiz[80]
- Jean-Charles Sabattier[81]
- Clémentine Sarlat[82]
- Frédéric Schweickert
- Kévin Sidney[69]
- Mathieu Solier[69]
- Antonin Toty-Péroche
- Jean-Louis Tourtoulon
- Darren Tulett[83]
- Xavier Vaution[84]
- Baptiste Vendroux[85]
- Frédéric Viard
- Thomas Villechaize[86]

### Consultants
(par ordre alphabétique)

#### Basket-ball
- Éric Micoud
- Edwin Jackson
- Jacques Monclar
- Chris Singleton
- Frédéric Weis

#### Boxe
- Zakaria Attou

#### Cyclisme
- Geoffroy Lequatre
- Jérôme Pineau

#### Football
- Patrick Guillou
- Sonny Anderson
- Bruno Blachon
- Maxime Bossis
- Daniel Bravo
- Marcel Desailly
- Luis Fernandez
- Patrice Ferri
- Omar da Fonseca
- Gaëtan Huard
- Robert Malm
- Grégory Paisley
- Damien Perquis
- Benjamin Moukandjo
- Brahim Thiam

#### Football américain
- Philippe Gardent
- Laurent Marceline
- Benjamin Bernard
- Marc-Angelo Soumah

#### Handball
- Jackson Richardson
- Dominique Verdon
- Amélie Goudjo
- Valérie Nicolas
- François-Xavier Houlet

#### Rugby à XIII
- Louis Bonnery
- Thomas Bosc

#### Rugby à XV
- Éric Bonneval
- Julien Candelon
- Nicolas Jeanjean
- Benjamin Boyet

#### Judo
- Lucie Décosse
- Vincent Parisi

#### Tennis
- Thierry Champion
- Sébastien Grosjean
- Fabrice Santoro
- Éric Winogradsky
- Tatiana Golovin
- Séverine Beltrame
- Lionel Roux
- Selima Sfar

#### Natation
- Sophie Kamoun

#### Ski Freestyle
- Franck Pedretti
- Richard Gay

#### Snowboard
- Franck Pedretti
- Mathieu Bozzetto

### Chroniqueurs
- Jean-Baptiste Goupil
- Julien Hérichon
- Matthieu Le Maux
- Mariella Tiemann
- Franck Pedretti

### Comiques
- Dédo

## Diffusion
Les chaînes sportives sont disponibles au tarif de treize euros par mois sans engagement minimum, à destination des abonnés de plusieurs réseaux TV nationaux par câble, satellite et xDSL TV mais sont absentes de la télévision numérique terrestre payante. Pour son offre sportive, le groupe Al Jazeera déclare atteindre l'objectif de douze millions de foyers couverts dès son lancement. À son lancement, l'offre est commercialisée en exclusivité satellite France, auprès de Bis Télévisions. Ensuite l'offre rejoint également Canalsat à partir du 26 juin 2012 (canaux 138, 139 et 140 : En HD uniquement par satellite) et pour les autres réseaux, via Numericable, Orange TV (canaux 84+85, max de 92 à 99), SFR, Bouygues Telecom, Darty, Alice ADSL et Free (canaux 31 et 32).
Les chaînes BeIn Sports HD 1, 2 et 3 sont retransmises sur la France métropolitaine par des satellites Hot Bird à 13° Est) et Eutelsat 5WA (ex Atlantic Bird 3) à 5°Ouest) d'Eutelsat ainsi que par Astra 1 (à 19,2° E). Les signaux numériques exploitent le contrôle d'accès Viaccess comprenant trois plages quotidiennes en clair et peuvent être captés par une parabole individuelle ou collective. Une compatibilité avec les récepteurs labellisés Fransat permet aux bénéficiaires de l'offre gratuite « des chaînes de la TNT par satellite » designée par le CSA sous « Télévision Numérique par Satellite » ou « TNS », d'accéder à l'abonnement BeIn Sports 1 et 2 HD et SD séparément par une carte spécifique BeIn Sports, auprès de l'opérateur français Bis Télévisions pour 10,90 € par mois ou 170 € par an, sans obligation de souscrire à un autre abonnement. L'opérateur Fransat finance en partie ces récepteurs qui représentent un moyen économique d'accéder à l'offre sportive du groupe Al Jazira en résolution standard sur le satellite Atantic Bird 1 ou en HD sur Hot Bird. En Outre-Mer, l'offre est disponible chez Parabole Réunion, Canalsat Réunion, Orange Réunion, Zeop, Canalsat Caraïbes, Orange Caraïbe, Mediaserv, Numericable et SFR.
Après de longues semaines de négociations, la chaîne est commercialisée en option spécifique complémentaire sur le bouquet Canalsat. En dépit de l'absence totale de promotion de la part de Canalsat, la chaîne sportive rejoint le canal no 97 du bouquet dans la plus grande discrétion. L'abonnement à beIN Sports est dès lors rendu possible mais à la condition d'être abonné à au moins une offre Canalsat.
Jusqu'à huit canaux additionnels sont également compris dans l'offre BeIn Sports depuis le 10 août 2012 (pour la reprise de la Ligue 1) sans frais supplémentaires. Baptisés BeIn Sports Max, ils servaient à l'origine à diffuser plusieurs matches en simultané lors des journées de championnat, néanmoins on a pu également y voir les finales de basket-ball et de handball lors des JO de 2012 tandis que BeIn Sport 1 et 2 diffusaient du football. Ces canaux servent donc aussi à diffuser des sports autres que le football lorsque l'actualité l'exige. Les 8 canaux beIN Sports Max sont disponibles sur le câble (Numericable et DartyBox) et l'xDSL/Fibre (Alice ADSL, AuchanBox, Bouygues Telecom, Free, Orange et SFR) et sur le bouquet Canalsat (canaux 280 à 287). Lors de l'ouverture de la chaîne BeIn Sports 2, Charles Biétry a déclaré que l'offre BeIn Sports Max serait disponible chez tous les opérateurs.
Depuis septembre 2014 il existe BeIn Sports connect disponible sur téléviseur LG et Samsung PS4 et Xbox one Android IOS et Chromecast, Windows et Mac.

### Interruption pour les décodeursCanal Ready(Canal+)
Le 19 janvier 2017, en accord avec les ayants droit, Canal interrompt la diffusion de toutes les chaînes BeIn Sports sur les décodeurs Canal Ready. Le 14 novembre 2017, à la demande de l’éditeur beIN Sports, Canal cesse définitivement ces chaines sur les décodeurs Canal Ready.

### Diffuseurs
- Parabole Réunion
- Canalsat Réunion
- Orange Réunion
- Canalsat Caraïbes
- Orange Caraïbe
- Numericable-Outremer
- GoTV Nouvelle-calédonie

## Audiences et abonnés
Le 10 août 2012, soit un peu plus d'un mois après son ouverture, plus de 500 000 abonnés ont souscrit un abonnement à BeIn Sports. Des chiffres au-dessus de ses prévisions puisque le groupe qatari avait estimé fin juin selon des chiffres obtenus par extrapolation que le nombre d'abonnés par satellite ou via les fournisseurs d'accès à Internet serait de 400 000. Cela représente aussi 100 000 abonnés de plus que la chaîne Orange sport diffusée exclusivement sur la TV d'Orange et qui a disparu en juin 2012 après 4 années d'existence. Charles Biétry se félicite par ailleurs du faible taux de désengagement de moins de 1 % au 14 août 2012.
En septembre 2012, beIN Sports compte 600 000 abonnés. En novembre 2012, le président de BeIn Sports, Nasser Al-Khelaïfi, annonce que sa chaîne a dépassé le million d'abonnés,.
En août 2013, le journal L'Équipe annonce que BeIn Sports a dépassé les 1 500 000 abonnés. La chaîne dépasse les 1 800 000 abonnés en mars 2014, les 2 000 000 abonnés en août 2014, les 2 500 000 abonnés en fin d'année 2014, les 3 000 000 abonnés en juin 2016 et enfin les 3 500 000 abonnés en septembre 2017. La barre symbolique des 4 millions d'abonnés est atteint en juin 2018.
BeIn Sports réalise exclusivement ses meilleures audiences sur des compétitions de football.
| N° | Date             | Programme                             | Compétition                                               | Téléspectateurs |
| -- | ---------------- | ------------------------------------- | --------------------------------------------------------- | --------------- |
| 1  | 6 mars 2018      | Paris Saint-Germain - Real Madrid     | Ligue des champions 2017-2018 (Huitième de finale retour) | 2 085 000       |
| 2  | 14 février 2018  | Real Madrid - Paris Saint-Germain     | Ligue des champions 2017-2018 (Huitième de finale aller)  | 2 054 000       |
| 3  | 14 février 2017  | Paris Saint-Germain - FC Barcelone    | Ligue des champions 2016-2017 (Huitième de finale aller)  | 1 605 000       |
| 4  | 15 juillet 2018  | France - Croatie                      | Coupe du monde 2018 (Finale)                              | 1 600 000       |
| 5  | 12 avril 2016    | Manchester City - Paris Saint-Germain | Ligue des champions 2015-2016 (Quart de finale retour)    | 1 552 000       |
| 6  | 6 avril 2016     | Paris Saint-Germain - Manchester City | Ligue des champions 2015-2016 (Quart de finale aller)     | 1 509 000       |
| 7  | 1er juillet 2018 | Espagne - Russie                      | Coupe du monde 2018 (Huitième de finale)                  | 1 468 000       |
| 8  | 10 juillet 2016  | Portugal - France                     | Euro 2016 (Finale)                                        | 1 465 000       |
| 9  | 9 mars 2016      | Chelsea FC - Paris Saint-Germain      | Ligue des champions 2015-2016 (Huitième de finale retour) | 1 415 000       |
| 10 | 20 juin 2018     | Iran - Espagne                        | Coupe du monde 2018 (Phase de groupe)                     | 1 321 000       |
| 11 | 16 février 2016  | Paris Saint-Germain - Chelsea FC      | Ligue des champions 2015-2016 (Huitième de finale aller)  | 1 301 000       |
| 12 | 19 juin 2016     | Suisse - France                       | Euro 2016 (Phase de groupe)                               | 1 231 000       |
| 13 | 3 novembre 2015  | Real Madrid - Paris Saint-Germain     | Ligue des champions 2015-2016 (Phase de groupe)           | 1 203 000       |
| 14 | 4 juillet 2014   | France - Allemagne                    | Coupe du monde 2014 (Quart de finale)                     | 1 185 000       |
| 15 | 30 juin 2014     | France - Nigeria                      | Coupe du monde 2014 (Huitième de finale)                  | 1 160 000       |
| 16 | 25 juin 2014     | Équateur - France                     | Coupe du monde 2014 (Phase de groupe)                     | 1 120 000       |
| 17 | 2 mai 2018       | Real Madrid - Bayern Munich           | Ligue des champions 2017-2018 (Demi-finale retour)        | 1 114 000       |
| 18 | 7 juillet 2016   | Allemagne - France                    | Euro 2016 (Demi-finale)                                   | 1 108 000       |
| 19 | 3 juillet 2016   | France - Islande                      | Euro 2016 (Quart de finale)                               | 1 095 000       |
| 20 | 20 juin 2014     | Suisse - France                       | Coupe du monde 2014 (Phase de groupe)                     | 1 094 000       |

## Controverse
Dès les premiers jours de son lancement, une polémique naît autour des horaires des matchs de Ligue 2 fixés par BeIn Sports à 18 h 45 le vendredi soir. Un collectif regroupant la majorité des groupes de supporters de Ligue 2 se crée pour lutter contre ces horaires qui, selon eux, risquent de vider tous les stades de Ligue 2 de leurs supporters. Le comité prévoit des actions pour obtenir les matchs aux horaires traditionnels, allant d'actions à mener autour des stades à la possibilité de boycotter la chaîne BeIn Sports.
Par ailleurs, après avoir promis à ses futurs abonnés la diffusion de 100 % des matchs de Ligue 2 en intégralité par un système de diffusion multicanaux, beIN Sports revient sur sa position et se limite à une diffusion en multiplex.
Finalement, la chaîne décide de reprogrammer les matches de Ligue 2 du vendredi à 20 heures à partir du 11 janvier 2013, soit la date de début des matches retour. Par ailleurs, le match de Ligue 1 du vendredi soir est avancé d'un quart d'heure, passant ainsi de 20h45 à 20h30.
Les pratiques commerciales agressives du groupe qatari détenant la chaîne ont elles aussi fait l’objet de nombreuses critiques. Ainsi, lors du lancement de la chaîne en 2012, le groupe Canal+, diffuseur historique des grandes rencontres sportives, a pointé du doigt le prix défiant toute concurrence de l’abonnement BeIn Sports en le qualifiant d’« économiquement irrationnel ». Selon les dirigeants de Canal +, son nouveau concurrent se livrait ainsi à une forme de concurrence déloyale en pratiquant des prix qui ne lui auraient pas permis de survivre sans les aides financières très importantes du gouvernement qatari, qui grâce à la manne pétrolière et gazière dont jouit l’émirat n’a pas à se soucier de la rentabilité de ses investissements.
Au cours des années suivant le lancement de BeIn Sports, Canal + a perdu une grande partie de sa part de marché, avec par exemple une perte de 400 000 abonnés au cours de l’année 2015-2016. Avec son ancien compétiteur en position de faiblesse, BeIn Sports tente en 2016 de conclure un accord exclusif de distribution avec son Canal +. L’accord fut vivement critiqué par le Conseil Supérieur de l’Audiovisuel français, qui a souligné dans un rapport de 31 pages le risque d’entente illicite sur l’achat de droits et d’un impact très négatif sur les concurrents des deux chaînes.
Reprenant les craintes du CSA, l’Autorité de la concurrence a ainsi interdit l’accord proposé entre BeIn Sports et Canal + dans un avis du 9 juin 2016.
En juin 2016, BeIn Sports a de nouveau fait l’objet d’une polémique, cette fois eu égard à son contenu.
Les présentateurs de l’émission Express Euro ont demandé aux téléspectateurs de prédire l’issue du match de quart de finale du Championnat d’Europe de football entre les équipes polonaise et portugaise. Les réponses proposées aux téléspectateurs étaient les suivantes :
« A - Les Portugais vont le faire le ménage » ;
« B - Les Polonais vont trinquer grave » ;
« C - Le Portugal va se heurter à un mur » ;
« D - Brandade de morue sur le Vieux-Port ».
À la suite des vives critiques du public, notamment sur les réseaux sociaux Twitter et Facebook, la direction de la chaîne a présenté des excuses publiques en qualifiant le sondage de « maladroit et malheureux ».
Par ailleurs, la chaîne BeIn Sports a été accusée de censure au cours du même championnat après avoir décidé de ne pas diffuser une séquence (que ses caméras avaient pourtant filmée) montrant le joueur français Paul Pogba faisant un bras d’honneur à la tribune de presse au cours du match France-Albanie. Le journaliste sportif Daniel Riolo s’était montré particulièrement critique vis-à-vis de cette décision en s’exprimant ainsi sur Twitter :
« Donc BeIn décide de ce qui est diffusable ou non ! Censure pour les Bleus et le geste de Pogba ! »
Les images du geste ont finalement été diffusées sur la chaîne belge RTBF.

## Annexe
Details techniques via Fransat : Télévision numérique satellite